# Ellychnia corrusca
Ellychnia corrusca, chiamata anche lucciola invernale, è una specie di Lampyridae appartenente al genere Ellychnia. È diffuso negli Stati Uniti e in Canada. Vivono prevalentemente sugli alberi di Quercus, Carya e Liriodendron tulipifera.